# Tratado de Bucareste (1913)

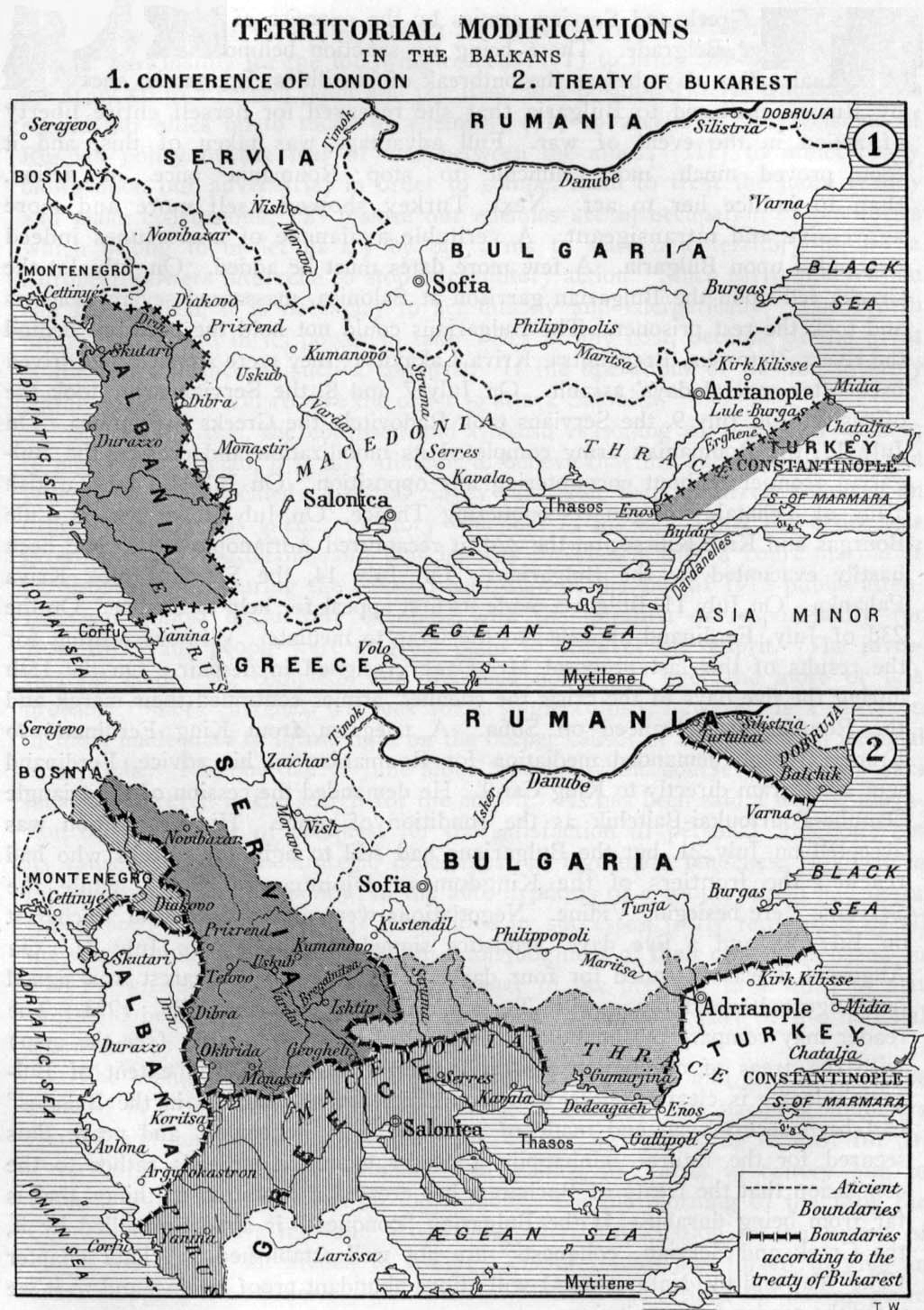
Fronteiras dos Bálcãs depois do Tratado de Londres (1913) e do Tratado de Bucareste

Alterações territoriais decorrentes do Tratado de Bucareste de 1913
Atribuído a Sérvia
Atribuído a Bulgária
Atribuído a Romênia
Atribuído a Montenegro
Atribuído a Grécia
Albânia independente

O Tratado de Bucareste foi concluído e assinado em 10 de Agosto de 1913 por delegados da Bulgária, da Romênia, da Sérvia, de Montenegro e da Grécia.
Como a Bulgária foi completamente isolada na Segunda Guerra Balcânica (junho-julho de 1913), e sofreu freqüentes investidas da Romênia ao norte, da Grécia e da Sérvia a oeste e pelo Império Otomano a leste, teve que ceder às vontades dos estados vitoriosos. Todos os importantes arranjos e concessões envolvendo a retificação das controvertidas fronteiras balcânicas aconteceram durante a série de reuniões que antecedeu a assinatura do tratado.

## Ganhos territoriais da Sérvia
A fronteira oriental da Sérvia foi traçada a partir da cimeira de Patarika, na antiga fronteira, e em seguida acompanhava a bacia hidrográfica do Vardar, entre os rios Struma e a fronteira greco-búlgara, fazendo exceção à parte superior do vale de Estrúmica, que permaneceu em posse búlgara. O território assim obtido abraçou o Vardar central, incluindo Ócrida, Bitola, Cosovo, Stip, e Cocani, além da metade do Sanjado de Novi Pazar. Com este arranjo, a Sérvia aumentou seu território de 18 650 para 33 891 milhas quadradas e sua população em mais de 1 500 000 habitantes.

## Ganhos territoriais da Grécia
A linha fronteiriça que separava Grécia e Bulgária foi traçada a partir da crista de Belasica até a foz do rio Mesta (Nestos), no Mar Egeu. Esta importante concessão territorial, a Bulgária contestou ainda relutante, e em coerência com as instruções das notas dos delegados russos e austro-húngaros presentes na conferência, acabou por aumentar a área da Grécia de 25 014 a 41 933 milhas quadradas, e sua população de 2 660 000 para 4 363 000 de habitantes.
O território anexado incluía Epiro, Macedônia, a cidade de Tessalônica, Cavala e o litoral do mar Egeu quase que completo, deixando a Bulgária com uma inexpressiva faixa de setenta milhas neste litoral, indo de Mesta a Maritsa. A Grécia também conquistou a fortaleza de Janina e algum território a sua volta. Além destes, a ilha de Creta foi definitivamente tomada formalmente pela Grécia em 14 de dezembro do mesmo ano.

## Ganhos territoriais da Bulgária
A parte da Bulgária recebida após a Primeira Guerra Balcânica, apesar de grandemente reduzida, não foi inteiramente repartida. Ganhos vitais da Bulgária como a Pirin Macedônia (ou Macedônia búlgara), incluindo a cidade de Estrúmica, a Trácia Ocidental e um litoral de setenta milhas no Mar Egeu foram mantidos sob o controle da nação. No final das contas, a Bulgária se expandiu 9.663 milhas quadradas e sua população aumentou em 129 490 habitantes.
A Bulgária teve que ceder para a Romênia toda a porção de Dobruja que estava ao norte do rio Danúbio, além de uma costa significativa no Mar Negro, do sul de Ekrene (Ecrene) e de áreas da Dobruja do Sul, com uma área aproximada de 2.687 milhas quadradas, uma população de 286.000 habitantes, além do forte de Silistra e as cidades de Tutrakan no Danúbio e Balchik (Balcic) na costa do Mar Negro.
Além disso, a Bulgária concordou em desmontar todas fortificações existentes e a não construir fortes no Rousse ou em Shumen, bem como em qualquer território entre estas duas cidades, ou a vinte quilômetros de distância de Balchik.

## Aplicação do tratado
De acordo com os termos do Tratado de Bucareste, a Romênia foi o país que mais ganhou em proporção com sua perdas. Os termos severos impostos à Bulgária contrastaram com as ambições de seu governo ao entrar nas Guerras Balcânicas: o território eventualmente ganho foi bastante reduzido posteriormente; a Bulgária falhou na tentativa de conquistar a Macedônia, que era seu objetivo maior ao entrar na guerra, especialmente pelos distritos de Ócrida e Bitola. Além disso, com apenas uma pequena faixa no litoral do Egeu, e com o pequeno porto de Dedeagach, os planos de hegemonia balcânica estavam arruinados.
Apesar de vitoriosa e triunfante depois da aquisição de Tessalônica, a Grécia estava insatisfeita. O acordo também garantiu a posso do porto de Cavala e dos territórios a leste, com a insistência do Rei Constantino I e do Exército Grego (e ao contrário dos conselhos do primeiro-ministro Eleftherios Venizelos). Outro problema encontrado pela Grécia foi a disputa com a Itália pela posso de Epiro e os acordos pela posse da ilhas do mar Egeu. Por fim, ao final da guerra, a Grécia ainda clamava pela aquisição de territórios habitados na época por cerca de 3 000 000 gregos.